# 踏踏
踏踏，是台灣宜蘭縣礁溪鄉的一個傳統地域名稱。位於該鄉東南部。相較於今日行政區，其範圍大致為玉田村南部不含西南端。

## 歷史
台灣清治末期，踏踏地區為一街庄，稱為「踏踏庄」，隸屬於四圍堡。該庄東與土圍庄為鄰，南與抵美庄為鄰，西邊為瑪璘庄，北邊為茅埔庄。
1901年（日治明治三十四年）11月，廢縣廳改設二十廳，該庄隸屬於宜蘭廳，編入第二區。1905年（明治三十八年）7月，該區改名「四圍區」。1909年（明治四十二年）10月，合併二十廳為十二廳，該庄仍隸屬於宜蘭廳。1920年（大正九年），廢十二廳改設五州二廳，該庄改制為「踏踏」大字，隸屬於臺北州宜蘭郡礁溪庄。
戰後礁溪庄改制為礁溪鄉，隸屬於臺北縣，大字亦改制為村。1950年10月，北、基、宜分治，礁溪鄉改隸屬於宜蘭縣。

## 聚落
本地區發展較早的聚落有踏踏社、踏踏等，在日治期初期的官方地圖上已有記載。

## 交通
國道5號又稱「北宜高速公路」，是橫跨台灣東西部的高速公路，大致以北向南轉北北東—南南西走向蜿蜒經過本地區西北部。境內未設交流道，北側最近的是省道台9線交會口南邊的頭城交流道，南側最近的是省道台7線交會口的宜蘭交流道。由該道路向北可前往頭城西南部、坪林、石碇、南港並止於國道3號南港系統交流道，向南可前往宜蘭、羅東、蘇澳等地。
縣道191號（玉龍路一段）是頂埔至宜蘭的道路，大致以北北東—南南西走向轉縱向經過本地區中部。由該道路向北北東可前往茅埔、五股、大塭、二圍東南端、中崙、頂埔並止於省道台2庚線路口，向南可前往抵美、五間、壯七並止於宜蘭市區東側的省道台7線路口。
鄉道宜6線（踏踏路、茅埔路）是林美至車路頭的道路，大致以西北—東南走向轉西北西—東南東走向經過本地區北部邊界地帶。由該道路向西北可前往三十九結、七結、十六結、林尾並止於佛光大學叉路路口，向東南東可前往車路頭並止於縣道192號路口。

## 學校
- 玉田國小